# Pseudomikiola lippiae
Pseudomikiola lippiae är en tvåvingeart som beskrevs av Brethes 1917. Pseudomikiola lippiae ingår i släktet Pseudomikiola och familjen gallmyggor. Inga underarter finns listade i Catalogue of Life.